# Arctosa aussereri
Arctosa aussereri là một loài nhện trong họ Lycosidae.
Loài này thuộc chi Arctosa. Arctosa aussereri được Eugen von Keyserling miêu tả năm 1877.